# برهان رؤیا
برهان رؤیا (انگلیسی: dream argument)، این برهان مبنی بر این است که «هیچ ملاک قطعی، برای تمایز قائل شدن میان حالات خواب و بیداری وجود ندارد.»

## برهان‏
برهان، حجت (argument) عبارت است از استدلال بر صدق یا کذب مدعا.

## حقیقت‏
حقیقت‏ (درستی‏) «Truth» در لغت به معنی چیزی است که در جای اصلی خود استعمال شود و مجاز در مقابل آن قرار دارد.
یکی از معانی حقیقت در فلسفه، مطابقت تصور یا حکم با واقع است. حقیقت به این معنی اسمی است برای شیء که هنگام ثبوت آن، اراده شده‌است. حرف ت در آخر آن برای این است که از حالت وصفی به حالت اسمی درآمده است.
دکارت گوید: «رؤیاهایی که در حالت خواب به خیال ما می‌رسد هرگز در مورد حقیقت افکاری که در بیداری به دست آورده‌ایم، ما را به تردید و شک وا نمی‌دارد.»

## رنه دکارت
دکارت، با استفاده از برهانِ خواب، در وجودِ اینجایی و اکنونیِ اشیایِ اطرافِ خویش نیز شک می‌کند، از کجا که او خواب نباشد؟ او بارها در خواب دیده که در همان مکان و با همان شرایط در کنارِ آتش نشسته‌است. چه دلیل و علامت و معیاری در دست دارد که او را یارایِ فرق نهادن میانِ خواب و بیداری باشد؟
دکارت، در ضمنِ یک برابر نهاده، و با مقایسه‌ای که میانِ تجاربِ خواب و تصاویرِ نقاشی انجام می‌دهد، بر این رأی می‌رود که همان‌طور که نقاش طرح‌هایِ نقاشی‌اش را از هیچ نمی‌آفریند، خواب‌ها نیز از هیچ حاصل نمی‌شوند؛ یعنی نقاش هر اندازه که تخیل و ذوقِ خود را به کار برد و قطعه‌ای بس متفاوت با عالمِ واقع بیافریند، باز هم رنگ، شکل و دیگر موادِ نقاشی، اندک شباهتی با عالمِ واقع دارند.

## خیال
خیال یعنی جلوه گر شدن و نمایشِ چیزی در کسوت و صورتی غیر از آنچه حقیقتاً هست. بنا بر این به چشمِ عارف، عالم ممکنات مجموعهٔ مظاهر و صوَر گوناگونی است که حقیقتی یگانه، خود را به آن صورت‌ها نمایان می‌سازد یا خود را در آن صورت‌ها پنهان می‌کند.
کسی که به حقیقتِ حق متحقق گشته، صورتِ حق در او بیش تر از دیگران ظهور دارد. بدان که تو خیالی بیش نیستی، و آنچه در ادراک تو می‌آید و نام آن را غیر می‌نهی خیال است. وجود سرتاسر خیال در خیال است.
حقیقت امر عالم و کلِّ ممکنات در حکم صوَر رؤیا است و حقیقتی ندارد. حقیقت این ظهورات و صورت‌ها ذات بی مثال حضرت حق است که در کسوت مظاهر اسماء و صفات خود را نمایان می‌سازد و دیدار می‌نماید.

## هانری کربن
کربن (Corbin, Henry): واسطهٔ میان عالم غیب (World of mystery) و عالم شهادت (World of visibility) فقط می‌تواند خیال (رؤیا دیدن) باشد.

## شمس تبریزی
شمس‌الدین محمد بن علیّ بن ملک داد تبریزی (Šams-e Tabrīzī): منامِ بندگان خدا خواب نباشد، بلکه عین واقعهٔ بیداری باشد، زیرا چیزها باشد که در بیداری برو عرضه نکنند، از نازکی و ضعف او، در خواب ببیند تا طاقت دارد.

## سید محمدحسین طباطبایی
| به اندوه آینده خود را مباز |  | که آینده خوابی‌ست چون پارها |